# Chiesa di Santa Maria a Dotale
La chiesa di Santa Maria a Dotale era un edificio religioso situato nel comune di Campagnatico. La sua ubicazione era nella parte sud-orientale del territorio comunale, presso l'omonimo insediamento castellano situato in posizione strategica presso il corso del fiume Ombrone.
Di origini medievali, la chiesa fu quasi sicuramente costruita nel XII secolo, periodo in cui peraltro è storicamente accertata la sua esistenza in vari documenti e bolle papali; il luogo di culto risultava fin dalle origini tra i beni posseduti dal monastero femminile di Montecelso presso Siena, pur rientrando nei confini pastorali della diocesi di Roselle e, dal 1138 in poi, in quelli della diocesi di Grosseto. Quasi sicuramente l'edificio religioso, seguendo lo stesso destino di altre chiese e pievi della zona entrate in orbita senese, cessò definitivamente le sue funzioni in epoca tardomedievale, a causa dell'abbandono dell'insediamento fortificato presso il quale sorgeva e della posizione oramai isolata ed estremamente decentrata rispetto alla città.
Della chiesa di Santa Maria a Dotale, di cui sono state perse completamente le tracce già in epoca remota, è stata identificata la sua ubicazione presso l'omonimo insediamento castellano presso le sponde del fiume Ombrone.